# تلمبه داراب پشت کوهی
تلمبه داراب پشت کوهی یک منطقهٔ مسکونی در ایران است که در دهستان میان‌ده واقع شده‌است. تلمبه داراب پشت کوهی ۱۰۶ نفر جمعیت دارد.